# Chi Hoàng đằng
Chi Hoàng đằng (danh pháp khoa học: Fibraurea) là một chi bao gồm khoảng 2-3 loài dây leo thuộc họ Biển bức cát (Tiết dê), phân bố trong khu vực nhiệt đới châu Á, từ Ấn Độ (quần đảo Nicobar) tới Hoa Nam và Philippines.

## Các loài
- Fibraurea darshanii Udayan & K.Ravik.: Chưa dung giải được.
- Fibraurea recisa (Pierre): Nam Bộ, Việt Nam
- Fibraurea tinctoria (Lour.) (đồng nghĩa: Fibraurea chloroleuca (Miers), Fibraurea fasciculata (Miers), Fibraurea laxa (Miers), Fibraurea trotteri (Watt), Fibraurea manipurensis Brace ex Diels): bán đảo Mã Lai, Borneo, Indonesia, Manipur, Ấn Độ.

## Đồng nghĩa
- Fibraurea elliptica (Yamamoto) = Haematocarpus subpeltatus Merr.: Phân bố tại khu vực Luzon (Philippines).
- Fibraurea haematocarpus Hook.f. & Thomson = Haematocarpus thomsonii Miers